# Station Venlo
Station Venlo is het station van Venlo.

## Historie

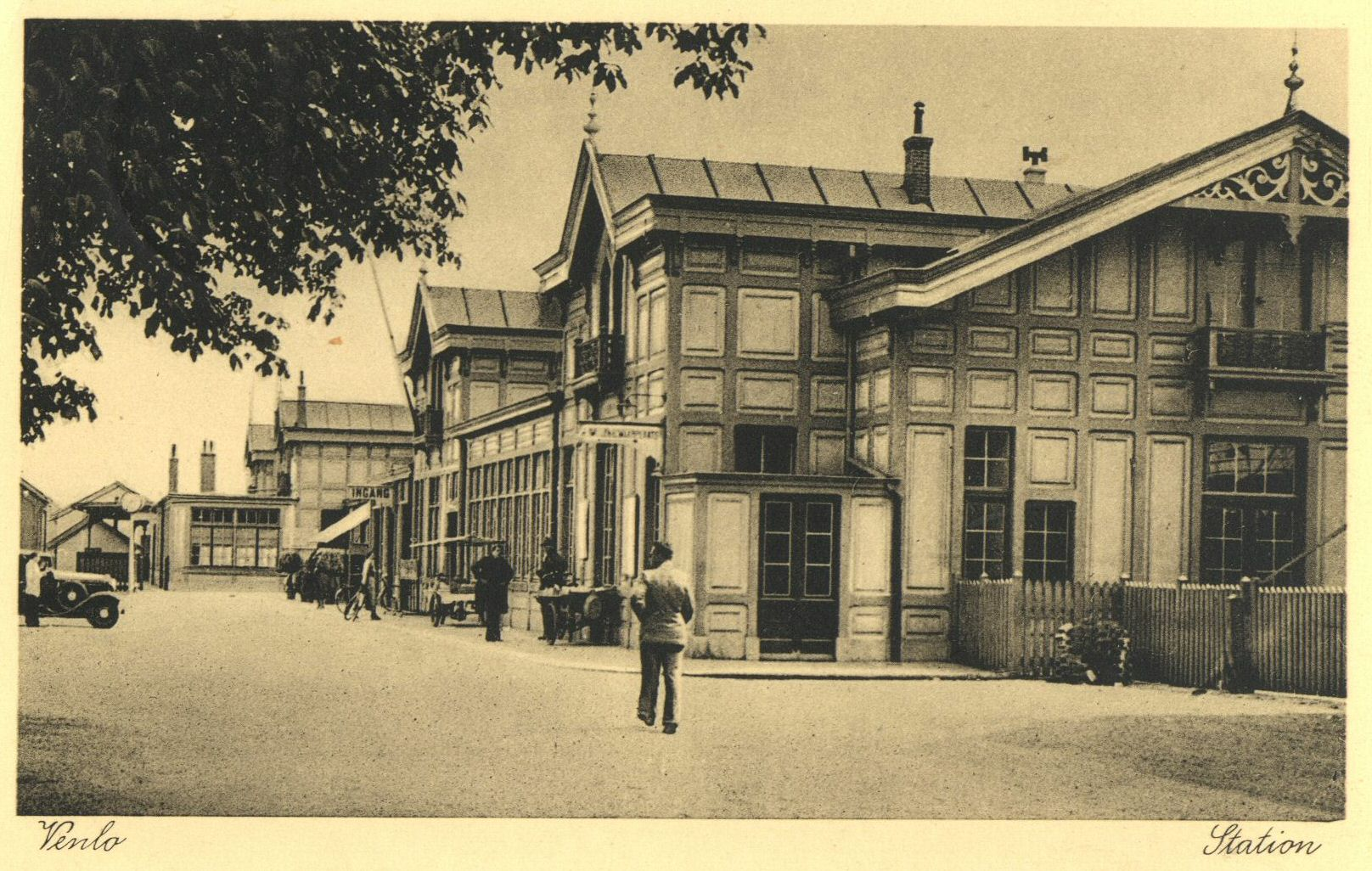
Station Venlo tussen 1934 en 1939

Het eerste station in Venlo werd geopend op 21 november 1865. Dit station lag ten opzichte van de huidige locatie zo'n 300 meter in zuidoostelijke richting.
Toen het eerste station werd gepland was Venlo vestingstad en omgeven door militaire gronden. Het emplacement moest buiten de militaire gronden worden aangelegd. Enkele jaren na de Tweede Wereldoorlog werd het emplacement verbouwd en het oude station afgebroken. Het nieuwe station kon dichter bij het centrum worden gebouwd.
Het huidige gebouw, ontworpen door Koen van der Gaast, stamt uit 1958 en is een typisch wederopbouwstation. Opvallende kenmerken zijn de grote luifel en de toentertijd gebruikelijke stationstoren.

## Ligging
Het station ligt aan het Stationsplein in Venlo, aan de rand van het winkelcentrum. Vanaf het stationsplein arriveren en vertrekken tevens de stads- en streekbussen. Tegenover het Stationsplein ligt het Koninginneplein. Aan het Koninginneplein staan het Limburgs Museum en Hotel Wilhelmina.

### Stationsvoorzieningen
Op station Venlo zijn diverse voorzieningen te vinden, namelijk een Kiosk en een servicepunt van Arriva. Naast de Arriva- en NS-verkoopautomaten zijn er Duitse verkoopautomaten waarbij regionale Duitse vervoersbewijzen gekocht kunnen worden. Bij het busperron bevinden zich tevens twee horecagelegenheden.

## Verbindingen
Treinseries die stoppen in Venlo tijdens de dienstregeling 2025:
| Serie       | Treinsoort                  | Route | Bijzonderheden |
| ----------- | --------------------------- | --- | --- |
| 3500        | Intercity (NS)              | Dordrecht – Rotterdam Centraal – Schiedam Centrum – Delft – Den Haag HS – Leiden Centraal – Schiphol Airport – Amsterdam Zuid – Utrecht Centraal – 's-Hertogenbosch – Eindhoven Centraal – Helmond – Venlo | Rijdt na circa 22:30, op zaterdagochtend tot circa 9:00 en op zondagochtend tot circa 10:00 niet tussen Dordrecht en Utrecht Centraal v.v. |
| 20050 RE 13 | Regional-Express (Eurobahn) | Venlo – Mönchengladbach Hbf – Neuss Hbf – Düsseldorf Hbf – Wuppertal Hbf – Hagen Hbf – Hamm (Westf) | Maas-Wupper-Express |
| 32200 RS 11 | Stoptrein (Arriva)          | Nijmegen – Venray – Venlo – Roermond | |
| 32300 RS 11 | Stoptrein (Arriva)          | Nijmegen – Venray – Venlo | Rijdt niet 's avonds en in het weekend. De laatste drie ritten vanaf Nijmegen gaan tot Venlo.                                              |

Station Venlo beschikt over een busstation met 7 busplatforms (A t/m G) waar de stads- en streekbussen stoppen. De ritten worden verzorgd door Arriva, met uitzondering van lijn 83 die door Arriva samen met Hermes (Breng) wordt gereden. Lijn 29 wordt door het Duitse NIAG gereden. Verder zijn er zowel een bewaakte als een onbewaakte fietsenstalling aanwezig en is er (betaalde) parkeermogelijkheid voor auto's, alsmede een "kiss-and-ride"-strook. Ook is er een taxistandplaats.

## Grensstation
Op station Venlo komen de elektrificatiesystemen van Nederland en Duitsland samen. Een aantal sporen is voorzien van bovenleiding die omgeschakeld kan worden tussen de Nederlandse 1500 V gelijkspanning en de Duitse 15 kV 16.7 Hz wisselspanning. Evenwijdig aan de perronsporen ligt ook een rangeerterrein voor goederentreinen, waar de locomotieven van de goederentreinen gewisseld kunnen worden.

## Verbouwing 2007
De stationshal van station Venlo werd in 2007 en 2008 verbouwd. De werkzaamheden moesten begin 2008 klaar zijn. Uiteindelijk was het werk pas halverwege 2010 gereed.

## Ontwikkeling aantal reizigers
Het aantal door NS vervoerde reizigers (per gemiddelde werkdag) ontwikkelde zich sedert 2019 als volgt:
| Jaar | Aantal reizigers |
| ---- | ---------------- |
| 2019 | 4.715            |
| 2020 | 1.822            |
| 2021 | 1.948            |
| 2022 | 2.838            |
| 2023 | 3.227            |
| 2024 | 3.072            |

## Afbeeldingen

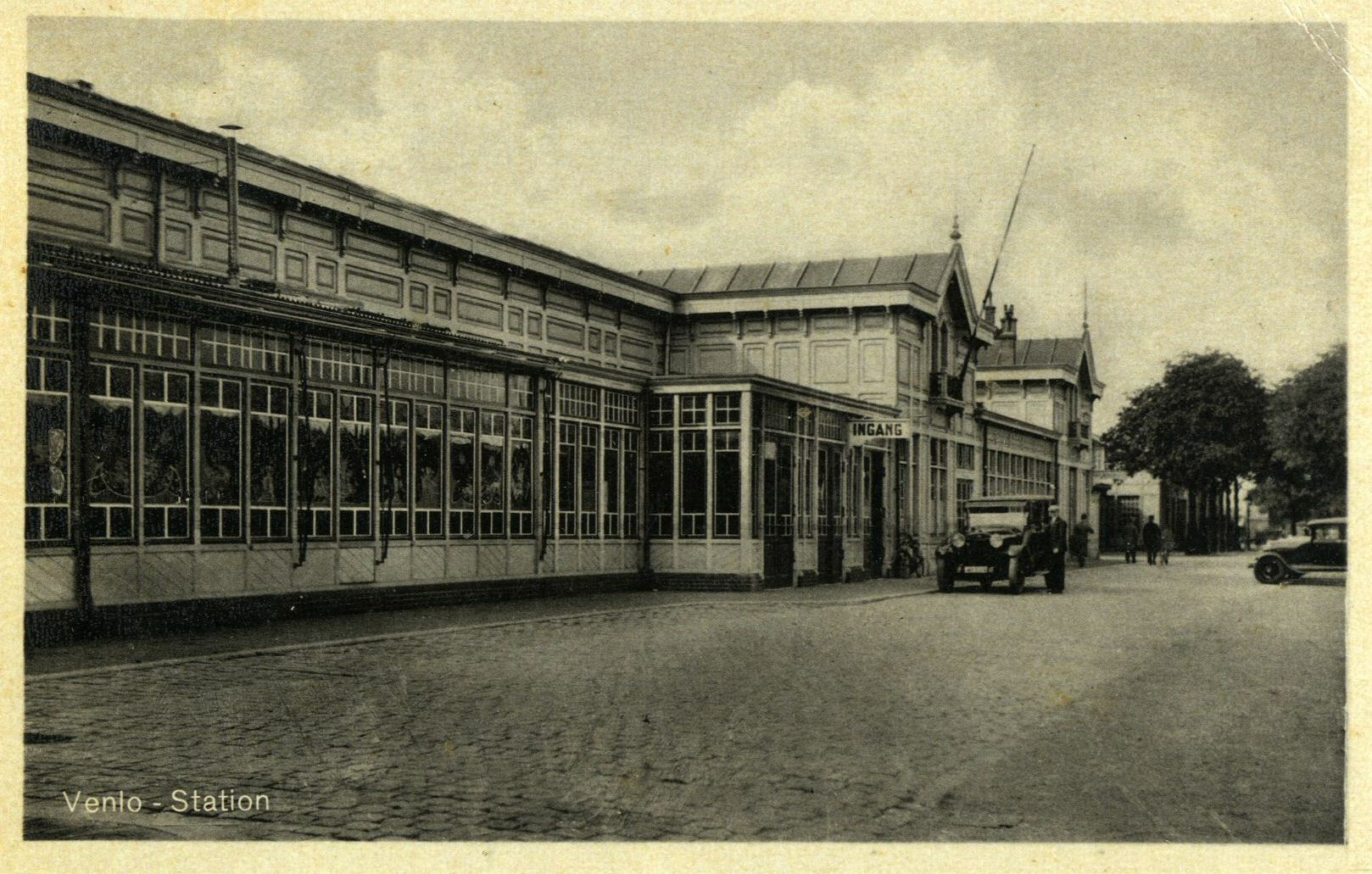
Station rond 1935-1940
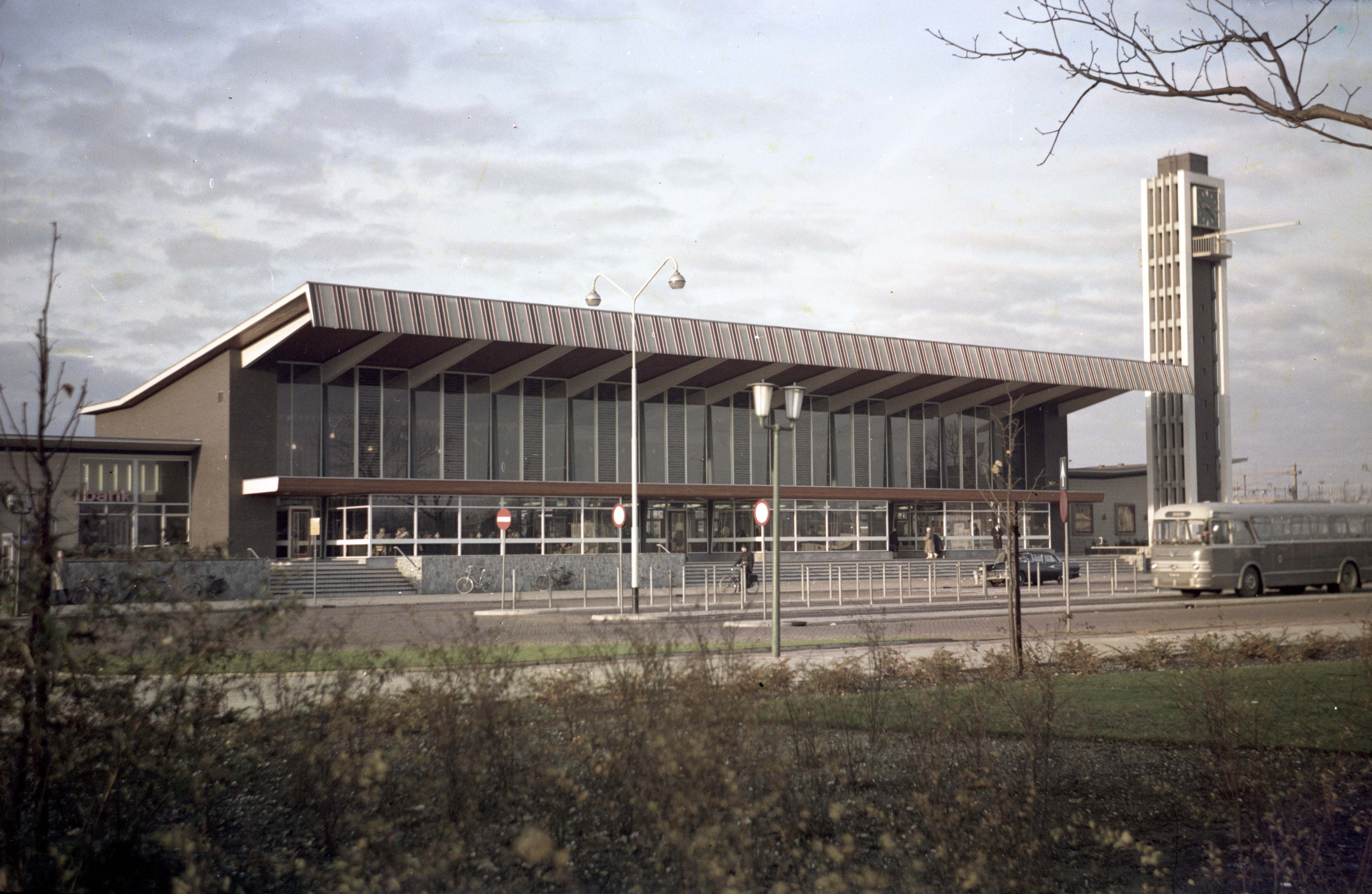
Station in 1960
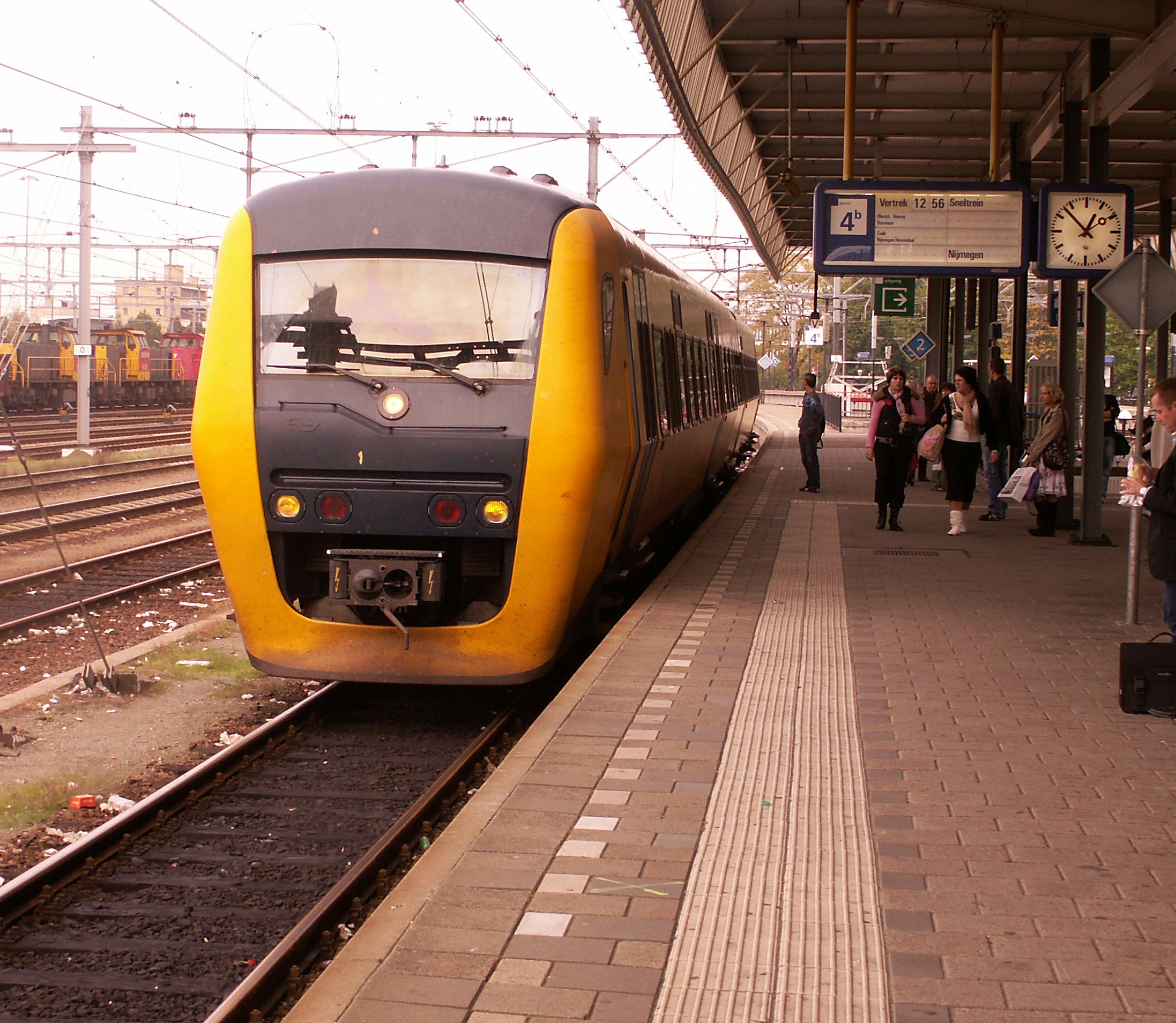
Buffel op het station
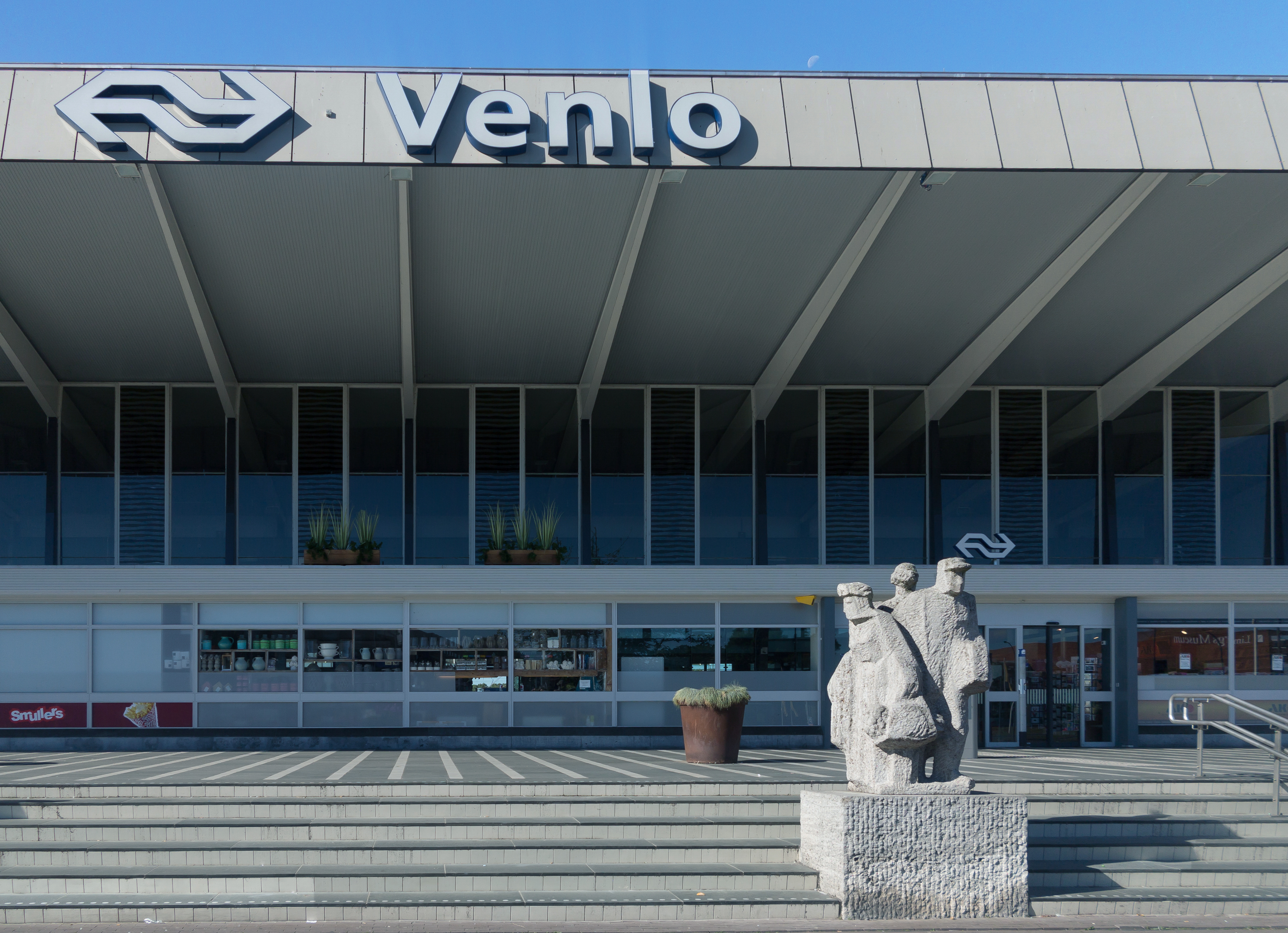
Sculptuur (Reizigers) voor treinstation
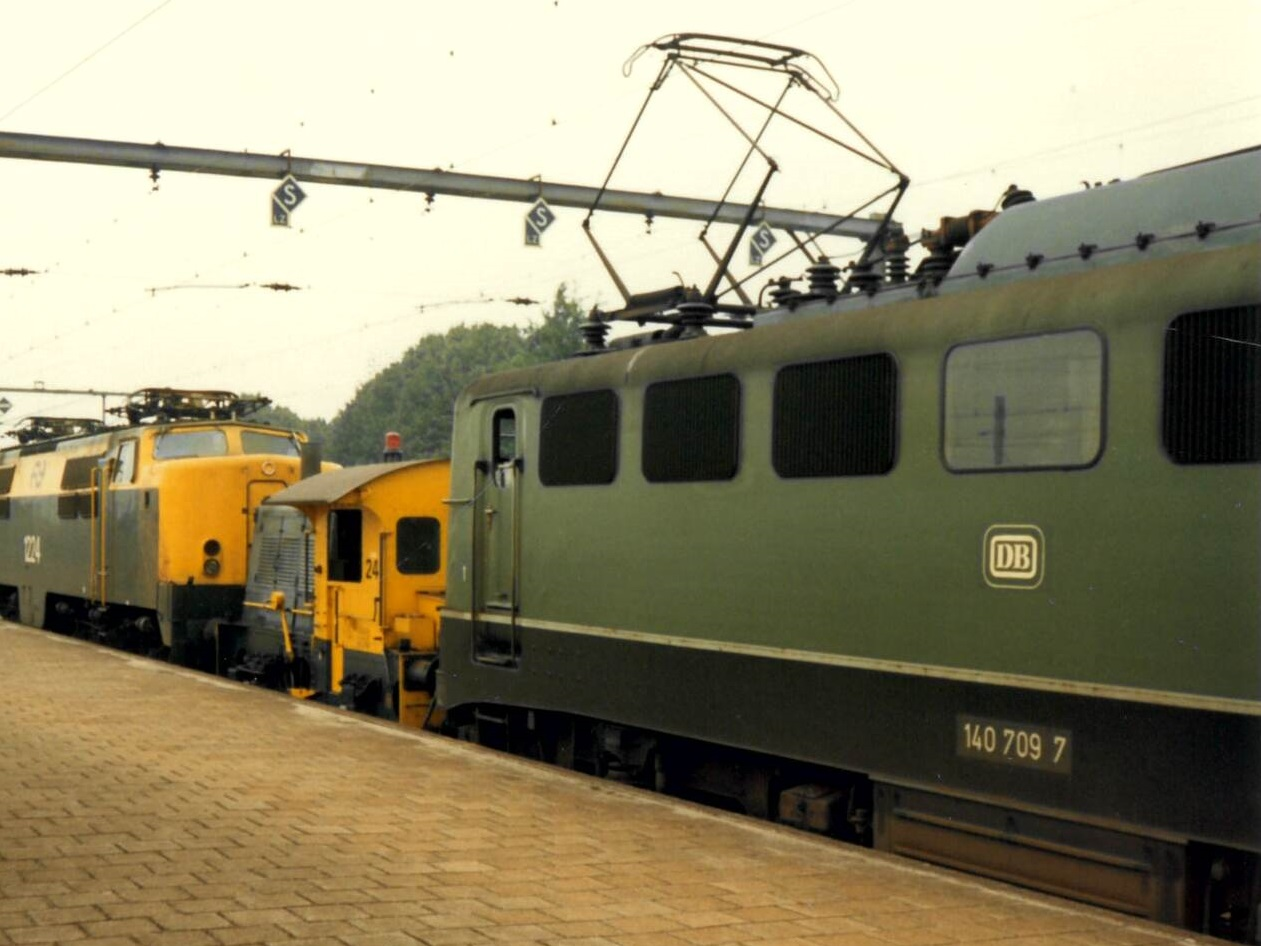
Locomotiefwissel met NS serie 1200, Sik en DB serie 140 in 1987
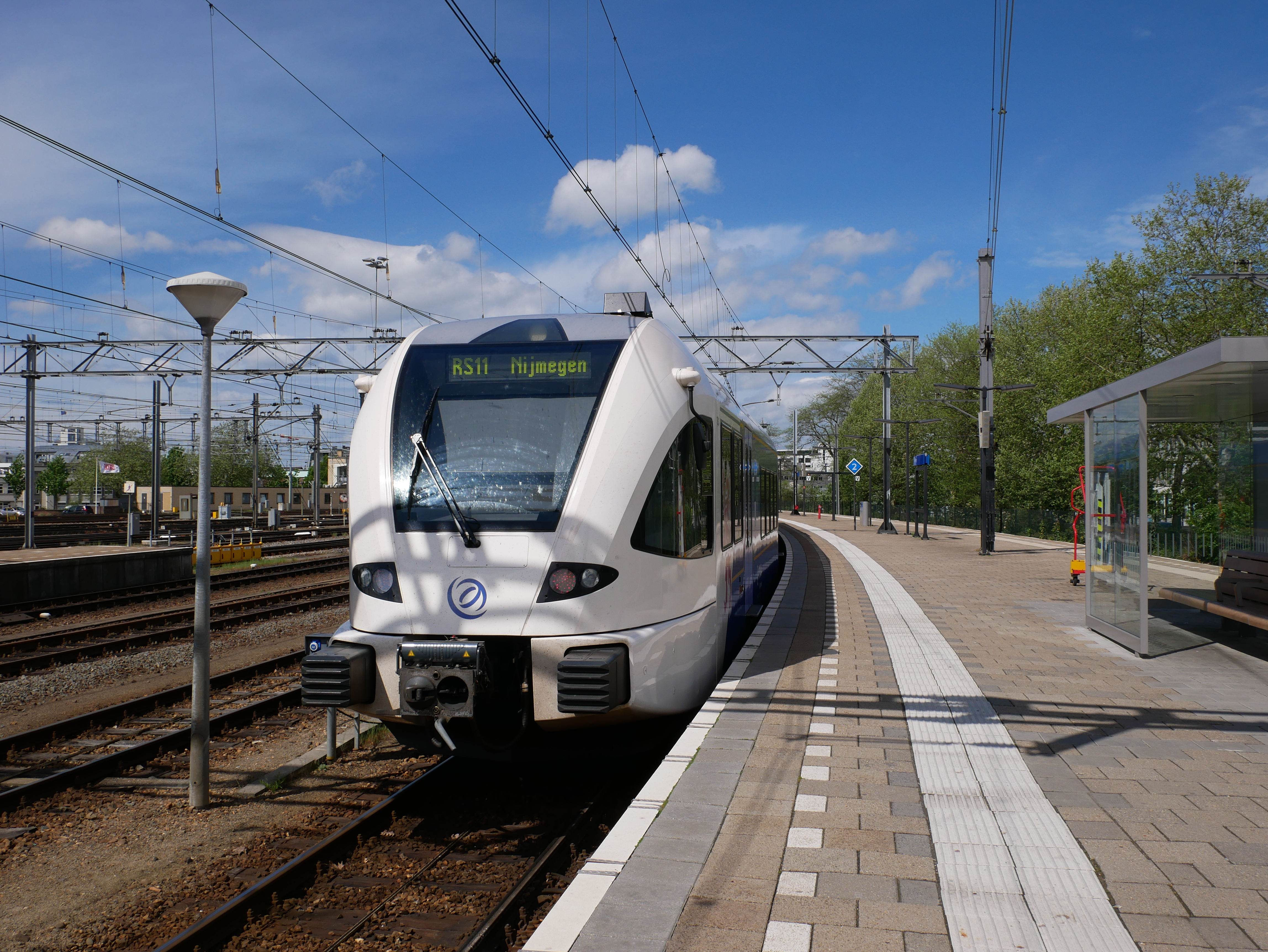
Arriva GTW op het station

17: Nijmegen ·
19: Nijmegen Heyendaal ·
26: Mook-Molenhoek ·
28: Heumen ·
Linden-Katwijk ·
31: Cuijk ·
35: Kruispunt Beugen ·
38: Beugen-Rijkevoort ·
42: Boxmeer ·
Sambeek ·
Vortum ·
46: Vierlingsbeek ·
Maashees-Smakt ·
56: Venray ·
Oirlo-Castenraij ·
63: Meerlo-Tienray ·
69: Lottum ·
71: Grubbenvorst ·
77: Blerick ·
78: Venlo
0: Viersen ·
5: Dülken ·
10: Boisheim ·
13: Breyell ·
18: Kaldenkirchen ·
21: Venlo
Beek-Elsloo ·
Blerick · 
Bunde · 
Chevremont · 
Echt ·
Eijsden ·
Eygelshoven ·
-Markt · 
Geleen:
-Lutterade · 
-Oost · 
Heerlen ·
-Woonboulevard ·
Hoensbroek · 
Horst-Sevenum · 
Houthem-Sint Gerlach · 
Kerkrade Centrum ·
Klimmen-Ransdaal · 
Landgraaf · 
Maastricht ·
-Noord · 
-Randwyck · 
Meerssen ·
Mook-Molenhoek ·
Nuth · 
Reuver · 
Roermond ·
Schin op Geul · 
Schinnen · 
Sittard · 
Spaubeek · 
Susteren · 
Swalmen · 
Tegelen · 
Valkenburg · 
Venlo · 
Venray ·
Voerendaal · 
Weert
Voormalige stations: zie de lijst van voormalige spoorwegstations in Limburg (Nederland)